# そのときは彼によろしく
『そのときは彼によろしく』（そのときはかれによろしく）は、市川拓司による恋愛小説。2004年10月7日、小学館から刊行された（ISBN 4093861382、定価1,575円）。2007年4月11日に小学館文庫において文庫化。
また平川雄一朗監督で映画化され、2007年6月2日に公開された。

## あらすじ
小さなアクアプランツ店「トラッシュ」を経営している主人公、遠山智史のもとに、ある夜、森川鈴音と名乗る美しい女性が現れる。彼女は智史に、行くあてがないからアルバイトとして雇って店に住ませてくれるよう頼む。智史は少し怪しく思ったものの、彼女に奇妙な懐かしさを感じたため断らなかった。
一方で智史は、結婚紹介所で知り合った美咲さんと何度かデートを重ねていた。智史はデートのたび、13歳のときに知り合った初めての友達との出会いから別れまでについて話していた。そのときは、女性が苦手な智史でも、まるで13歳に戻ったかのように活き活きと出来た。
ある日智史は、鈴音が13歳のときに出会った友達、滝川花梨だと言うことに気づく。そのことを彼女に伝えると、やっと分かってくれたのね、という言葉と表情をみせた。そのとき智史は、ここに住ませて欲しいと頼まれた時の奇妙な懐かしさの正体を知った。しかしその直後、彼女はもうすぐここを出る、と言い出した。理由を聞いてもなかなか本当の事を教えてくれない。だが、彼の中でどんどん膨らむ彼女への形にならない思いが、彼を動かした…。

## 映画

### キャスト
- 森川鈴音/滝川花梨 - 長澤まさみ（少女時 - 黒田凛）

主人公。
智史と佑司とは幼なじみ。森川鈴音としてモデル活動をしていた。
先天性中枢性肺胞低換気症候群を患っていて強い薬も効かなくなっている。
- 遠山智史 - 山田孝之　（少年時 - 深澤嵐）
- 五十嵐佑司 - 塚本高史　（少年時 - 桑代貴明）
- 柴田美咲 - 国仲涼子
- 葛城桃香 - 北川景子
- 夏目貴幸 - 黄川田将也
- 松岡郁生 - 本多力
- 遠山律子 - 和久井映見
- 遠山悟朗 - 小日向文世

### スタッフ
- 監督：平川雄一朗
- 原作：市川拓司
- 脚本：いずみ吉紘、石井薫
- 音楽：松谷卓
- 主題歌：柴咲コウ「Prism」
- 挿入歌：中村弘二、高木正勝
- 製作者：島谷能成、信国一朗、亀井修、安永義朗、久安学、原裕二郎、井上良次、沢井和則
- エグゼクティブプロデューサー：市川南、濱名一哉
- 企画・プロデュース：春名慶
- プロデューサー：神戸明、山中和成、川村元気
- 撮影：斑目重友
- 美術：磯田典宏
- 録音：横溝正俊
- 照明：上妻敏厚
- 編集：今井剛
- スクリプター：鈴木一美
- 装飾：河合良昭
- 助監督：塩崎遵
- 製作担当：高見明夫
- VFXスーパーバイザー：小坂一順
- 音楽プロデューサー：北原京子
- アクアリウム･アーティスト：天野尚
- 製作：「そのときは彼によろしく」製作委員会（東宝、東京放送、小学館、博報堂DYメディアパートナーズ、毎日放送、北海道放送、東北放送、中部日本放送、中国放送、RKB毎日放送）
- 製作プロダクション：東宝映画
- 配給：東宝

## 漫画
映画の脚本を元に宮園いづみの作画によってコミカライズされた。プチコミックの冊子付録として、2007年4月号に前編が、2007年5月号に後編が掲載された。単行本は2007年5月25日にフラワーコミックススペシャルから発売。
- 2007年5月25日発売 ISBN 978-4-09-131120-7

## その他
- 撮影に鹿島鉄道線が使われている（2007年4月1日に廃止）。この撮影が鹿島鉄道にとっての最後のロケとなった。
- 智史が乗る車のナンバーが53-53（ゴミ-ゴミ）になっている。
- 長澤と山田は2018年公開の映画『50回目のファースト・キス』ではW主演として11年ぶりに共演している。